# 29 ноября
29 ноября — 333-й день года (334-й в високосные годы) по григорианскому календарю.
До конца года остаётся 32 дня.
До 15 октября 1582 года — 29 ноября по юлианскому календарю, с 15 октября 1582 года — 29 ноября по григорианскому календарю.
В XX и XXI веках соответствует 16 ноября по юлианскому календарю.

## Праздники и памятные дни

### Международные
- ООН — Международный день солидарности с палестинским народом.

### Национальные
- Албания — День освобождения.
- Татарстан — день флага республики Татарстан[2].

### Религиозные
Православие
 — Память апостола и евангелиста Матфея (60 год);
 — память праведного Фулвиана, князя Ефиопского, во святом крещении Матфея (I век);
 — память преподобномученика Филумена Святогробца (Хасаписа), архимандрита (1979 год);
 — память священномученика Феодора Колерова, пресвитера и с ним мучеников Анании Бойкова и Михаила Болдакова (1929 год);
 — память священномучеников Иоанна Цветкова, Николая Троицкого, Виктора Воронова, Василия Соколова, Макария Соловьёва и Михаила Абрамова, пресвитеров, преподобномученика Пантелеимона (Аржаных) (1937 год);
 — память мученика Димитрия Спиридонова (1938 год).

## События

### до XIX века
- 903 — сражение при Таманне
- 1516 — Швейцария подписала Вечный мир с Францией.

### XIX век
- 1807 — португальский королевский двор бежит в Бразилию из Лиссабона.
- 1830 — В Польше началось национально-освободительное восстание.
- 1864 — Война в Колорадо: бойня на Сэнд-Крик
- 1870
  - Началась битва при Вилье, которая продолжалась по 4 декабря, когда войска противоборствующих сторон отошли на прежние позиции.
  - Началось первое путешествие Николая Пржевальского по Центральной Азии.
- 1872 — Модокская война: сражение на Лост-Ривер
- 1890 — вступила в силу Конституция Японской империи
- 1899 — основан футбольный клуб «Барселона».

### XX век
- 1908 — в Санкт-Петербурге основано Еврейское историко-этнографическое общество[5].
- 1938 — перелёт Джонни Джонса из Лос-Анджелеса в Нью-Йорк на лёгком самолёте Aeronca 50 Chief. За 30 часов 47 минут покрыто расстояние в 4484 км[источник не указан 595 дней].
- 1944 — Вторая мировая война: Албания освобождена партизанами.
- 1945
  - Учредительная скупщина провозгласила создание Федеративной Народной Республики Югославия (ФНРЮ).
  - Проведена первая в мире спасательная операция с участием вертолёта[источник не указан 595 дней].
- 1946 — Бельгия становится членом ЮНЕСКО.
- 1947 — Генеральная Ассамблея ООН приняла план раздела Палестины на еврейское и арабское государства.
- 1956 — город Ворошилов Приморского края переименован в Уссурийск.
- 1963 — катастрофа DC-8 под Монреалем. Погибли 118 человек.
- 1982 — вышел самый продаваемый музыкальный альбом всех времён — Thriller Майкла Джексона
- 1987 — взрыв Boeing 707 над Андаманским морем. Погибли 115 человек.
- 1988 — в СССР перестали глушить «вражеские радиоголоса» (радиостанции «Свобода», «Свободная Европа», «Голос Америки» и «Русская служба ВВС»).

### XXI век
- 2002 — в Москве премьерой оперы Римского-Корсакова «Снегурочка» открылась Новая сцена Большого театра.
- 2009 — в Швейцарии состоялся референдум, итогом которого стал запрет на строительство минаретов.
- 2013 — на севере Намибии из-за самоубийства пилота произошла катастрофа мозамбикского самолёта Embraer ERJ 190, погибли 33 человека.

## Родились

### До XIX века
- 1206 — Бела IV (ум. 1270), не сдержавший монгольского нашествия, но восстановивший после него страну король Венгрии (1235—1270).
- 1718 — князь Александр Голицын (ум. 1783), российский генерал-фельдмаршал.
- 1769 — граф Евграф Комаровский (ум. 1843), российский генерал-адъютант, автор исторических мемуаров.
- 1790 — князь Платон Ширинский-Шихматов (ум. 1853), русский писатель, академик, министр народного просвещения Российской империи (1850—1853).
- 1797 — Гаэтано Доницетти (ум. 1848), итальянский композитор, автор 68 опер.

### XIX век
- 1802 — Вильгельм Гауф (ум. 1827), немецкий писатель, новеллист.
- 1803
  - Кристиан Доплер (ум. 1853), австрийский математик и физик.
  - Готфрид Земпер (ум. 1879), немецкий архитектор и теоретик искусства.
- 1825 — Жан-Мартен Шарко (ум. 1893), французский врач-психиатр, специалист по неврологическим болезням.
- 1832 — Луиза Мэй Олкотт (ум. 1888), американская писательница, феминистка, первая в истории женщина, зарегистрировавшаяся для участия в политических выборах.
- 1849 — Джон Амброз Флеминг (ум. 1945), английский учёный в области радиотехники и электротехники.
- 1858 — Пётр Стахевич (ум. 1938) польский живописец, жанрист и иллюстратор.
- 1863 — Григорий Раев (ум. 1957), русский советский фотограф-пейзажист, фотоиздатель, «фотолетописец Кавказа».
- 1874 — Антониу Эгаш Мониш (ум. 1955), португальский психиатр и нейрохирург, лауреат Нобелевской премии (1949).
- 1875 — Александр Жиркевич (ум. 1927), русский писатель, коллекционер, общественный деятель.
- 1879 — Николай Крылов (ум. 1955), русский советский математик и физик, академик АН СССР.
- 1881 — Александр Ивановский (ум. 1968), русский советский режиссёр театра и кино, киносценарист, либреттист.
- 1898 — Клайв Стейплз Льюис (ум. 1963) английский писатель, учёный и богослов.

### XX век
- 1902 — Карло Леви (ум. 1975), итальянский писатель, художник и политический деятель.
- 1905 — Гавриил Троепольский (ум. 1995), русский советский писатель-прозаик, драматург и сценарист.
- 1906 — Роман Кармен (наст. фамилия Корнман; ум. 1978), советский кинорежиссёр-документалист, сценарист, фронтовой кинооператор, народный артист СССР.
- 1910 — Иосиф Амусин (ум. 1984), советский историк, доктор исторических наук.
- 1915
  - Владимир Медейко (ум. 2000), советский инженер-метростроитель.
  - Билли Стрэйхорн (ум. 1967), американский джазовый композитор, пианист, аранжировщик.
- 1918 — Илья Гутман (ум. 1999), советский режиссёр и оператор-кинодокументалист.
- 1920 — Егор Лигачёв (ум. 2021), советский и российский государственный и политический деятель.
- 1924 — Валентина Ермакова (ум. 2003), актриса театра и кино, театральный педагог, народная артистка СССР.
- 1928 — Таир Салахов (ум. 2021), советский, азербайджанский и российский живописец, театральный художник.
- 1929 — У Ён Гак (ум. 2012), северокорейский боец-диверсант, дольше всех в мире просидевший в одиночной камере.
- 1930 — Нина Гребешкова (ум. 2025), советская и российская киноактриса.
- 1931 — Юрий Войнов (ум. 2003), советский футболист, советский и украинский тренер.
- 1932 — Жак Ширак (ум. 2019), президент Франции (1995—2007).
- 1933
  - Франсиску Куоку (ум. 2025), бразильский актёр.
  - Джон Мейолл (ум. 2024), гитарист, певец, один из «патриархов» британского блюз-рока.
- 1938
  - Владимир Голованов (ум. 2003), советский тяжелоатлет, олимпийский чемпион (1964).
  - Мишель Дюшоссуа (ум. 2012), французский актёр.
- 1940 — Денни Доэрти (ум. 2007), канадский певец и композитор, участник группы The Mamas & the Papas.
- 1948 — Олег Долматов, советский футболист и российский футбольный тренер.
- 1953 — Владо Креслин, словенский певец.
- 1957 — Жан-Филипп Туссен, бельгийский франкоязычный писатель, кинорежиссёр, фотограф.
- 1958 — Лев Псахис, советский и израильский шахматист, двукратный чемпион СССР.
- 1959 — Нил Бротен, американский хоккеист, олимпийский чемпион (1980), обладатель Кубка Стэнли (1995).
- 1960
  - Кэти Мориарти, американская актриса, номинантка на премию «Оскар».
  - Татьяна Назарова, советская и украинская актриса театра и кино, народная артистка Украины и РФ.
- 1961 — Ким Дилейни, американская актриса кино и телевидения, обладательница премии «Эмми».
- 1964 — Дон Чидл, американский актёр, кинопродюсер и режиссёр, дважды лауреат премии «Золотой глобус».
- 1965 — Александр Вершинин, актёр театра и кино, народный артист России.
- 1966
  - Алла Духова, советский и российский хореограф, основательница балета «Тодес».
  - Евгений Миронов, советский и российский актёр, народный артист РФ.
- 1969
  - Томас Бролин, шведский футболист.
  - Кейси Келлер, американский футболист.
  - Пьер ван Хойдонк, нидерландский футболист.
- 1970 — Паола Тарбэй, американская актриса, фотомодель и телеведущая.
- 1971 — Джина Ли Нолин, американская актриса и фотомодель.
- 1972 — Андреас Гольдбергер, австрийский прыгун на лыжах с трамплина.
- 1973 — Райан Гиггз, валлийский футболист и футбольный тренер.
- 1974 — Павол Демитра (погиб 2011), словацкий хоккеист, бронзовый призёр чемпионата мира (2003).
- 1976
  - Чедвик Боузман (ум. 2020), американский актёр.
  - Анна Фэрис, американская комедийная актриса, певица и продюсер.
- 1977 — Мария Петрова, российская фигуристка, чемпионка мира (2000) и Европы (1999, 2000).
- 1978
  - Лорен Джерман, американская актриса кино и телевидения.
  - Алессандро Феи, итальянский волейболист, трёхкратный призёр Олимпийских игр, чемпион мира.
- 1980 — Джанина Гаванкар, американская актриса кино и телевидения, певица.
- 1984 — Беатрис Роузен, франко-американская актриса кино и телевидения, фотомодель.
- 1995
  - Лора Марано, американская актриса, певица и модель.
  - Шивон-Мари О’Коннор, британская пловчиха, чемпионка мира.
- 1996 — Гонсалу Гедеш, португальский футболист.
- 1998 — Аюму Хирано, японский сноубордист, олимпийский чемпион в хафпайпе (2022).

## Скончались

### До XIX века
- 1314 — Филипп IV Красивый (р. 1268), король Франции (1285—1314).
- 1378 — Карл IV (р. 1316), германский король, император Священной Римской империи (1347—1378).
- 1543 — Ганс Гольбейн младший (р. 1497), немецкий живописец.
- 1632 — Фридрих V (р. 1596), курфюрст Палатинского холма (1610—1623), король Чехии (1619—1620).
- 1643 — Клаудио Монтеверди (р. 1567), итальянский композитор.
- 1694 — Марчелло Мальпиги (р. 1628), итальянский биолог и врач, один из основоположников микроскопической анатомии растений и животных.
- 1699 — Патрик Гордон (р. 1635), шотландский и российский военачальник, генерал и контр-адмирал русской службы.
- 1793 — казнён Антуан Барнав (р. 1761), французский политик, революционер.

### XIX век
- 1813 — Джамбаттиста Бодони (р. 1740), итальянский издатель, типограф, художник-шрифтовик и гравёр.
- 1830
  - погиб Игнацы Блюмер (р. 1773), польский генерал, участник Восстания Костюшко и противник Ноябрьского.
  - убит граф Мауриций Гауке (р. 1775), польский военный деятель, генерал от инфантерии.
- 1831 — графиня Жанетта Грудзинская (р. 1795), вторая супруга наследника российского престола Константина Павловича.
- 1839 — Вильгельмина Саган (р. 1781), светская дама, писательница, хозяйка литературного салона, внучка Эрнста Бирона.
- 1841 — Монах Авель (в миру Василий Васильев; р. 1757), русский православный монах-предсказатель.
- 1861 — Николай Добролюбов (р. 1836), русский литературный критик, поэт, публицист.
- 1868 — Мкртич Пешикташлян (р. 1828), армянский поэт, драматург, актёр, режиссёр и общественный деятель.
- 1869 — Джулия Гризи (р. 1811), итальянская оперная певица (сопрано).
- 1872 — Хорас Грили (р. 1811), американский журналист и политический деятель.
- 1875 — Иван Куратов (р. 1839), поэт, переводчик, лингвист, основоположник коми литературы.
- 1884 — Гершом Мотт (р. 1822), американский генерал, участник Гражданской войны.

### XX век
- 1901 — Константин Веселовский (р. 1819), русский экономист, статистик, академик Петербургской АН.
- 1911 — Семён Смирнов (р. 1819), русский врач, один из основоположников научной бальнеологии.
- 1924 — Джакомо Пуччини (р. 1858), итальянский композитор, органист и хормейстер.
- 1941
  - погиб Павел Кайков (р. 1917), военный лётчик, участник советско-финской и Великой Отечественной войны, Герой Советского Союза (посмертно).
  - казнена Зоя Космодемьянская (р. 1923), советская партизанка, первая женщина, удостоенная звания Героя Советского Союза во время Великой Отечественной войны.
- 1942 — Максим Кончаловский (р. 1875), российский и советский терапевт, основатель научной школы.
- 1952 — Владимир Ипатьев (р. 1867), русско-американский химик, академик.
- 1957 — Эрих Вольфганг Корнгольд (р. 1897), австрийский и американский композитор, дирижёр, педагог.
- 1970 — Нина Риччи (урожд. Мария-Аделаида Нейи; р. 1883), французский модельер, основательница дома высокой моды Nina Ricci.
- 1973 — Давид Андгуладзе (р. 1895), оперный певец (драматический тенор), народный артист СССР (1950).
- 1974
  - Джеймс Брэддок (р. 1905), американский профессиональный боксёр, чемпион мира в супертяжёлом весе.
  - Пэн Дэхуай (р. 1898), государственный и военный деятель КНР, министр обороны (1954—1959), маршал.
- 1975 — в авиакатастрофе погиб Грэм Хилл (р. 1929), британский автогонщик, двукратный чемпион мира в классе «Формула-1».
- 1981 — погибла Натали Вуд (урожд. Наталья Захаренко; р. 1938), американская актриса кино и телевидения, обладательница двух премий «Золотой глобус».
- 1982 — Юрий Казаков (р. 1927), русский советский писатель, драматург и сценарист.
- 1986 — Кэри Грант (урожд. Арчибалд Александер Лич; р. 1904), англо-американский актёр кино и водевилей, лауреат «Оскара».
- 1988 — Евсей Моисеенко (р. 1916), советский, белорусский и российский живописец, график, педагог.
- 1989
  - Ион Попеску-Гопо (р. 1923), румынский режиссёр игрового и мультипликационного кино, художник, сценарист.
  - Сурен Шахбазян (р. 1923), советский и армянский кинорежиссёр и оператор.
  - Натан Эйдельман (р. 1930), советский историк и писатель.

### XXI век
- 2001
  - Виктор Астафьев (р. 1924), русский писатель, эссеист, драматург и сценарист, Герой Социалистического Труда.
  - Бадд Беттикер (р. 1916), американский кинорежиссёр.
  - Джордж Харрисон (р. 1943), британский рок-музыкант, певец, композитор, участник группы «The Beatles».
- 2010
  - Валерий Андреев (р. 1947), советский и российский историк.
  - Белла Ахмадулина (р. 1937), советская и российская поэтесса, писательница, переводчица.
  - Марио Моничелли (р. 1915), итальянский комедиограф и кинорежиссёр.
- 2012 — Татьяна Еремеева (р. 1913), актриса театра и кино, народная артистка РСФСР.
- 2014 — Марк Стрэнд (р. 1934), американский поэт, эссеист, переводчик.
- 2015 — Караман Мгеладзе (р. 1928), кинорежиссёр, сценарист и актёр, народный артист Грузинской ССР.
- 2020 — Владимир Фортов (р. 1946), советский и российский физик, академик, в 2013—2017 гг. президент РАН.
- 2021 — Владимир Наумов (р. 1927), советский и российский кинорежиссёр, сценарист, актёр, продюсер, педагог, народный артист СССР.
- 2023 — Генри Киссинджер (р. 1923), американский государственный деятель, лауреат Нобелевской премии мира (1973).

## Приметы
Матвеев день.
- В старину говорили: «На Матвея зима потеет: в белой шубе (снег) явилась, на ноябрь понадеялась» (то есть в этот день нередки оттепели).
- Коли в этот день сильный ветер, то вплоть до Николы зимнего (19 декабря) быть вьюгам, метелям[6][неавторитетный источник][7][неавторитетный источник][источник не указан 4612 дней].